# Borupgård (Sthens Sogn)
 For alternative betydninger, se Borupgård. (Se også artikler, som begynder med Borupgård)
Borupgård er et gods (oprindeligt en fæstegård) med en lang historie. Den er nu  Comwell Hotel Borupgaard.
Gården ligger i Sthens Sogn i Helsingør Kommune og lå til 1977 i Egebæksvang Sogn og til 1928 i Tikøb Sogn. 

## Historie
Borupgaard ved Snekkersten hører til landets ældste bebyggelser. Fra Valdemar Sejrs tid er overleveret navneformen Bothorp 1211. Gården hører til torp-gruppen af danske stednavne og har sin oprindelse måske helt tilbage til omkring år 1000, hvor den store nyopdyrkning begyndte.
I det 12. århundrede hørte Borup og dens jord under Esrom Kloster. Senere nævnes den i privilegier til Roskildebisperne som Absalon og Peder Sunesen.  Fra den senere del af middelalderen hører man ikke noget til gården. Det er først i midten af det 16. århundrede gården atter dukker op i dokumenterne, og fra da af omtales den jævnligt til ca. 1800. Derefter foreligger der lidt bedre oplysninger om gårdens forhold.
Formentlig ved Reformationen er Borup overgået til privat eje: I slutningen af 1540'erne ejedes den af borger Peder Hanssen i Helsingør. Ved skøde fra den 4. maj 1549 overdrog Peder til kongen ” 1 Gaard kaldet Borup. med Teglgaard og anden tilliggelse – i Tykiøf Sogn”. Som vidner underskrev prominente borgere som borgmestrene Jørgen Kock i Malmø, Poul Hansen og Oluf Skriver i København foruden udstederens bror Christoffer Hanssen. 
Peder Hanssen er formentlig blevet boende på gården, da Kirstine, Peder Hanssens i et kancellibrev udstedt på Frederiksborg den 8. marts 1563 anmodede  om at måtte friholde Borupgaard ”som hun selv bor i, endnu i dette år, for sædvanlig landgilde”
I 1898 var gården på 27 3/4 tønder hartkorn, 338 tønder land, deraf 8 tønder skov, resten ager.

## Ejere af Borupgaard
- ( -1178) Esrum Kloster
- ( -1290) Ingerd, hr. Barvids enke
- (1290-1536) ? Esrum Kloster
- (1549-1563) Peder Hanssen
- (1563-1568) Kirstine, Peder Hanssens enke
- (1568-1576) Rasmus van Aabenraa
- (1576-1582) Kgl. bygmester Hans Paaske
- (1582-1598) Toldskriver Frederik Leyel
- ( -1771) Skovfoged Thomas Pedersen
- ( -1787) Avlsmand Jens Poulsen
- (1793-1812) Brændevinsbrænder Johannes Christophersen (fæster indtil 1803, derefter ejer)
- (1812-1813) Søstrene Christophersen (søstre til Johannes C.)
- (1813-1820) Købmand og kgl. Agent Isaach W. Tegner (gift med den ene søster)
- (1820-1829) Christiane Tegner, f. Christophersen (enke efter I.W. Tegner)
- (1829-1844) Peter Wilhelm Tegner (søn af I.W. Tegner)
- (1844-1847) Rasmus Hartvig Rasmussen
- (1847-1854) Erasmus Sigismund Resch
- (1854-1856) Bertel Johannes Bertelsen
- (1856-1870) Constantin Brun
- (1870-1872) Ernst Carl Scheibel
- (1872-1890) Preben baron Wedell-Wedellsborg
- (1890-1899) Severin Segelcke
- (1899-1916) Cand. polyt., direktør Gustav Adolph Hagemann
- (1916-1954) Dr. med. & phil. Karl Albert Hasselbalch (svigersøn)
- (1954-1985) Iver Hagemann Hasselbalch (søn) (jordene solgt i 1965)
- (1985-1987) Monberg & Thorsen A/S
- (1987-2005) K/S DMK-Borupgaard
- (2005-  )   K/S Snekkersten Hotel & Spa

## Ekstern henvisning
- Borupgaard hjemmeside

|  | Denne artikel om en bygning eller et bygningsværk kan blive bedre, hvis der indsættes et (bedre) billede. Du kan hjælpe ved at afsøge Wikimedia Commons for et passende billede eller lægge et op på Wikimedia Commons med en af de tilladte licenser og indsætte det i artiklen. |